# Alfa Papa Tango
Alfa Papa Tango est une série télévisée belge néerlandophone en treize épisodes de 45 minutes, diffusée du 25 février 1990 au 23 février 1992 sur BRT.
Cette série est inédite dans tous les pays francophones.

## Synopsis
La série se déroule à Bruxelles et montre le quotidiens des sapeurs-pompiers de la ville.
La signification du titre vient des codes utilisés par les pompiers de Bruxelles pour dénommer leurs véhicules. Respectivement le A pour ambulance, le P pour pompe et le T pour technique. Ce sont trois des principaux véhicules utilisés et montrés lors de la série. L’épellation vient de l'alphabet phonétique de l'OTAN.

## Distribution
- Nolle Versyp (nl) : Colonel Walter Halleux
- Machteld Ramoudt (nl) : Tiene De Vijlder
- Jo De Meyere : Adjudant Maurice Haegeman
- Sjarel Branckaerts : Caporal Albert Goossens
- Jaak Van Assche : Marcel Van Oppen
- Walter Cornelis (nl) : Roger Buelens
- Johan Van Lierde (nl) : Fred Boenders
- Ludo Busschots (nl) : Koen Pauwels
- Ben Van Ostade (nl) : Ronnie Abbeloos
- Geert Vermeulen (nl) : Wim Van der Straeten
- Heddie Suls (nl) : Lisette Van Oppen
- Luk De Koninck (nl) : Dominic
- Doris Van Caneghem (nl) : Christine
- Monika Dumon (nl) : Anouck
- Jeanine Schevernels (nl) : Paulien